# Harry Bolus
Harry Bolus (Nottingham, Inglaterra, 28 de abril de 1834 - Oxford, Surrey, 25 de maio de 1911) foi um botânico, explorador, ilustrador botânico, empresário e filantropo sul-africano.
Produziu um destacado desenvolvimento da botânica na África do Sul ao criar bolsas de estudos, fundando o Bolus Herbarium  e legando sua biblioteca e grande parte de sua fortuna ao  "Colegio Sudafricano" (atual Universidade da Cidade do Cabo).
Muito ativo nos círculos científicos, foi membro da Sociedade linneana, membro e presidente da "South African Philosophical Society" (mais tarde a Real Sociedade da África do Sul ), premiado com a  "SA Medal & Grant"  pela "SA Association for the Advancement of Science", e com o título de Doutor Honorário pela Universidade de Boa Esperança a. Vol. 121 de Curtis's Botanical Magazine.

## Expedições botânicas
- Namaqualândia 1883
- Província do Cabo Oriental com HG Flanagan e Ernest Edward Galpin
- Lourenço Marques a Barberton, Pretória e Cidade do Cabo 1886
- Estado Livre de Orange (Bester's Vlei, Witzieshoek, Mont-aux-Sources) com Flanagan 1893-94
- Transvaal e Suazilandia 1904-06

## Publicações
- A Preliminary list of the Cape orchids 1881
- Descriptions of the 117 Cape Peninsula orchids; ilustrado por ele
- A Sketch of the flora of South Africa 1886
- Icones Orchidearum Austro-Africanum Extra-tropicarum Vol. 1 Parte 1, contendo 50 ilustrações. 1893
- Icones Orchidearum Austro-Africanum Extra-tropicarum Parte 2 1896
- Icones Orchidearum Austro-Africanum Extra-tropicarum Vol. 2 contendo 100 ilustrações. 1911 (apenas postmortem).
- Icones Orchidearum Austro-Africanum Extra-tropicarum Vol. 3 editado por sua sobrinha neta Miss HML Kensit, com 9 ilustrações pintadas por seu filho Frank. 1913
- A list of flowering plants and ferns of the Cape Peninsula com Wolley-Dod
- Ericaceae para Flora Capensis  com Francis Guthrie e Nicholas Edward Brown

## Homenagens
Cinco gêneros botânicos foram nomeados em sua honra: Bolusia Benth., Bolusafra Kuntze, Neobolusia Schltr., Bolusanthus Harms, Bolusiella Schltr., assim como números nomes específicos.

## Fonte
- Botanical Exploration of Southern Africa Mary Gunn and LE Codd (Balkema 1981)